# 盘兴铁路
盘兴铁路連接貴州省盤州市和黔西南布依族苗族自治州興義市，全长98.309千米，其中盘州市境内62.371千米，兴义市境内35.938千米，设计时速每小时250千米，是贵州省“市市通高铁”的最后一个项目。盘兴铁路从沪昆高铁盘州站引出，经盘州市石桥镇、响水镇、保田镇和兴义市清水河镇，至万峰林机场设兴义南站，全线桥隧长89.13千米，桥隧比90.66%，大于25‰的坡度的桥梁共6座，是目前贵州省高铁中桥隧比最高的线路。盘兴铁路建成通车后，将成为贵州省继安六铁路后第二条设计时速250公里的城际高铁，同时也结束了兴义市没有高铁的历史。届时，贵阳至兴义2小时内可达，贵阳至省内8个市（州）中心城市1至2小时高铁交通圈将正式形成。

## 历史
2016年12月23日，盘兴铁路建设动员大会在兴义举行。
2018年5月，贵州省人民政府和中国铁路总公司最终达成共识，明确盘兴高铁速度目标值为250公里/小时，并列为2018年新开工项目。8月3日，可行性研究报告获批；9月19日，环境评价报告获省环保厅批复；9月26日，水土保持方案获省水利厅批复；10月26日，初步设计获中国铁路总公司批复。12月28日，盘兴高铁先期开工段开工建设。
2022年12月28日，盘兴铁路进入架梁施工阶段。
2023年9月28日，盘兴高铁马岭一号隧道和大樟古隧道同日顺利贯通。11月30日，清水河镇特大桥连续梁全桥顺利合龙。
2024年1月7日，盘兴铁路乐民隧道贯通。

## 车站及接驳路线
| 车站名称     | 英文名称  | 所在区域               | 所在区域 | 启用日期       | 接驳路线 | 接驳车站 |
| ------------ | --------- | ---------------------- | -------- | -------------- | -------- | -------- |
| 盤興高速铁路 |           |                        |          |                |          |          |
| 盤州         | Panzhou   | 六盤水市               | 盤州市   | 2016年12月28日 | 滬昆客专 |          |
| 宝田         | Xingyibei | 黔西南布依族苗族自治州 | 興義市   | 建设中         |          |          |
| 興義南       | Xingyinan | 黔西南布依族苗族自治州 | 興義市   | 建设中         |          |          |